# Felsőgellér
Koordináták: é. sz. 47° 49′ 48″, k. h. 17° 48′ 48″47.829867°N 17.813301°E
Felsőgellér (szlovákul: Horné Holiare) Gellér településrésze, 1940 előtt önálló falu Szlovákiában, a Nyitrai kerületben, a Komáromi járásban.

## Fekvése
Nagymegyertől 6 km-re délkeletre fekszik. Teljesen egybeépült Alsógellérrel.

## Nevének eredete
Neve a régi magyar Gelle személynévből származik.

## Története
A régi nemesi község első említése 1256-ból származik. Története azonos Alsógellérével. Különösen sokat szenvedett az árvizektől (a legnagyobbak 1862-ben, 1876-ban és 1899-ben voltak).
Vályi András szerint "Alsó, és Felső Gellér. Két magyar faluk, vagy puszták, Komárom Vármegyében, birtokosai külömbféle Urak, lakosai reformátusok, fekszenek Nagy Megyertől két mértföldnyire egymáshoz közel, határjaik ’s vagyonnyaik is középszerűek lévén, második Osztálybéliek."
Fényes Elek szerint "Felső-Gellér, magyar falu, Komárom vmegyében, a pozsonyi országúttól délre 600 öl távolságra s Komáromtól 2 3/4 mfdnyire esik, Bogya szomszédságában. N. Megyertől a Millér választja el határát, melly áll 1425 holdból, u. m. 800 h. szántóföldből, 200 h. rétből; 425 h. legelőből és mocsáros területekből. Fekete porhanyos agyag földe első osztálybeli; az állattenyésztést tekintve leginkább szarvasmarha-tenyésztés üzetik. Lakja 37 kath., 217 ref. s 5 zsidó. Ref. anyaszentegyház és iskolával. F. u. Csepy, Kürthy, Külkey, Antal, Vas, Király, nemes családok."
A trianoni békeszerződésig Komárom vármegye Csallóközi járásához tartozott. Alsógellért és Felsőgellért 1940-ben egyesítették.

## Népessége
1910-ben 180, túlnyomórészt magyar lakosa volt.
2001-ben Gellér 424 lakosából 394 magyar és 19 szlovák volt.

## Lásd még
- Gellér

## Külső hivatkozások
- Községinfó
- Gellér Szlovákia térképén